# 하띤성
하띤성(베트남어: Hà Tĩnh / 河靜省)은 베트남 북중부 해안의 성 단위 행정 구역이다. 응에안성과 이웃하며, 두 성을 함께 ‘응에띤’(Nghệ Tĩnh)이라고 부르고, 이 지방 사람들은 매우 독특한 억양으로 베트남어를 발음하는 것으로 알려져 있다.

## 지리
하띤성은 베트남 북중부에 위치하고, 하노이에서 남쪽으로 약 340km 떨어진 곳에 있으며, 북쪽으로 응에안성, 남쪽으로 꽝빈성, 서쪽으로 라오스, 동쪽으로 동해를 접한다.
하띤성은 수도 하노이에서 남쪽으로 340km 떨어진 곳에 위치해 있으며, 쯔엉선 산맥의 동쪽에 있으며, 서쪽부터 동쪽까지 좁고 경사진 지형이며, 평균 경사는 1.2%, 일부 지역은 1.8%이다. 영토는 북서-동남 방향으로 흐르고 있으며, 다양한 과도기적이고 서로 얽힌 지형을 가진 쯔엉선 산맥의 작은 강과 개울에 의해 첨예하게 갈라져 있다. 쯔엉선 산맥의 동쪽은 서쪽이며, 평균 높이가 1500m, 라오꼬 봉이 2,235m로 아래는 그릇과 같은 낮은 언덕이고, 그 다음은 중간 높이의 바다까지 이어지는 작은 평야이다. 평균 5m 그리고 마지막으로 해안사구는 많은 계곡으로 나뉜다. 하띤성은 다음과 같은 네 가지 기본 형태의 지형으로 나뉜다.
- 쯔엉선 산맥의 동쪽에 높은 산들은 강하게 갈라져서, 경사진 지형은 응안포, 응안사우 그리고 라오쪼스 강 시스템의 큰 강 둑을 따라 흐르는 좁은 골짜기를 만든다.
- 중부와 반 산악 지역은 높은 산에서 평원으로 이동하는 지역으로, 호찌민 도로의 남서부를 따라 달리며, 지형은 중간 언덕과 낮은 언덕과 땅이 혼합되어 있다.
- 삼각주는 짜선산 기슭과 해안선을 따라 국도 1A의 양쪽을 따라 흐른다. 강의 충적 퇴적물, 풍화된 지각 또는 해양 퇴적물 때문에 비교적 평탄한 지형을 가지고 있다.
- 해안 지역은 국도 1A의 동쪽에 위치하고 있으며, 지형은 퇴적물, 석호 또는 실트로 가득 찬 저지대에 있는 모래언덕으로 이루어져 있다. 또한, 이 지역은 해안을 따라 흐르는 산과 언덕의 범위와 많은 하구에서 생성된 많은 망그로브가 있는 것으로 보인다.

## 행정 구역
1개의 시와 2개의 시사, 10개의 현으로 구성되어 있다.

### 시
- 하띤시 (Hà Tĩnh / 河靜)

### 시사
- 홍린 시사 (Hồng Lĩnh / 鴻嶺)
- 끼아인 시사 (Kỳ Anh / 奇英)

### 현
- 껌쑤옌현 (Cẩm Xuyên / 錦川)
- 깐록현 (Can Lộc / 干祿)
- 득토현 (Đức Thọ / 德壽)
- 흐엉케현 (Hương Khê / 香溪)
- 흐엉선현 (Hương Sơn / 香山)
- 끼아인현 (Kỳ Anh / 奇英)
- 록하현 (Lộc Hà / 祿河)
- 응이쑤언현 (Nghi Xuân / 宜春)
- 탁하현 (Thạch Hà / 石河)
- 부꽝현 (Vũ Quang / 霧光)

## 경제
하띤성은 2008년 GDP가 1인당 420달러인 베트남에서 가장 가난한 지방에 속한다. 이러한 빈곤은 겨울에는 혹독한 추위와 여름에는 극도의 더위, 가을에는 홍수와 폭풍, 그리고 비호감적인 토양과 천연자원을 가진 혹독한 자연환경에서 기인한다고 볼 수 있다. 형편없이 운영되는 구청이나 지방정부도 번영의 장애물이다.
농업, 임업, 수산업이 총 GDP의 35.5%를 차지하며, 베트남의 GDP의 0.7%를 차지하고 있다. 하띤성은 최근의 더 나은 조짐이 인센티브임에도 불구하고 경제 개혁에서 더딘 조치를 취하고 있다. 일부 공장, 공장, 화력발전소가 있는 봉안항이 가장 활발한 경제 중심지가 되고 있다. 베트남 제철소는 탁케현에 철광산을 운영하고 있으며, 5억 4400만톤의 철광산은 동남아시아에서 가장 큰 광산 중 하나이다.
2010년대 붕앙에는 100억 달러 규모의 철과 철강 공장이 세워졌다. 이 철강 공장은 200억 달러 이상의 비용이 들 것으로 추산되는 산업단지의 일부분이다. 2020년에 완공되면 공단에는 항만과 2100MW급 발전소, 6개의 용광로를 갖춘 철강공장이 들어선다. 2016년 포모사 제철소는 인근 해역에 중금속 등 독소가 함유된 미처리 폐수를 방류해 2016년 베트남 해양생물 참사를 일으킨 바 있다.

## 교통
하띤성은 벤투이 다리(빈시)에서 도은강 고개까지 이어지는 국도 1A로 130km에 이른다. 호찌민 루트는 하띤성 내에서 두 번째로 중요하다. 게다가, 하띤성은 홍린 시사에서 라오스로, 붕앙항(끼아인현)에서 라오스로 이어지는 비엣-라오 고속도로를 즐긴다. 2007년, 하띤성은 라오스로 가는 철도 연계를 제안했다.